# Sárgatorkú nikátor
A sárgatorkú nikátor (Nicator vireo) a verébalakúak (Passeriformes) rendjébe, ezen belül a Nicatoridae családba és a Nicator nembe tartozó, 16-18 centiméter hosszú madárfaj.  Angola, Egyenlítői-Guinea, Gabon, Kamerun, a Kongói Demokratikus Köztársaság, a Kongói Köztársaság, a Közép-afrikai Köztársaság és Uganda nedves, alacsonyan fekvő erdőiben él. Rovarokkal táplálkozik.

## Fordítás
- Ez a szócikk részben vagy egészben  a   Yellow-throated nicator című angol Wikipédia-szócikk ezen változatának fordításán alapul.  Az eredeti cikk szerkesztőit annak laptörténete sorolja fel. Ez a jelzés csupán a megfogalmazás eredetét és a szerzői jogokat jelzi, nem szolgál a cikkben szereplő információk forrásmegjelöléseként.